# Lluís Jordà i Cardona
Lluís Jordà i Cardona (Barcelona, 1907-1968) va ser un escriptor i periodista català. Estava casat amb la periodista, poetessa i traductora,Maria Perpinyà i Sais. Era un enamorat de l'idioma català i fou un dels primers que, en moments difícils, reuní jovent entorn seu per tal d'ensenyar-los-el. La seva producció original és copiosa i està constituïda per articles, cròniques i treballs literaris dispersos en multitud de publicacions de tot Catalunya al llarg d'uns trenta anys. Professor i conferenciant, cal esmentar les conferències que va pronunciar sobre la ciutat catalana a l'Alguer, i la Crònica del I creuer de catalans a Sardenya, premiada als Jocs Florals de la Llengua Catalana de 1961, celebrats en aquella ciutat, i publicada en el volum “Retrobament de L'Alguer” (edició de “La Tramontane”, a Perpinyà).
Però en el que destacava era en els contes o narracions curtes, gènere per al qual sentia especial predilecció. La seva tasca de narrador va ser premiada freqüentment en certàmens literaris. El 1954 obtingué el premi “Condal”. El seu Llibre de Contes fou seleccionat i votat en el concurs per a la concessió del Premi Victor Català. També són premiades les narracions L'aventura amorosa de l'Antonieta, La son no venia, La caixeta de música, He escrit una carta i L'assídua Concurrent. La publicació del seu anterior llibre, “l'assídua concurrent i altres contes”, aconseguí entre els lectors de literatura catalana un èxit molt notable. Dotat d'un gran sentit de l'humor i d'un temperament sensible i seriós, les seves narracions reflectien sempre aquests diferents matisos personals.